# جمهورية المكسيك الاتحادية الثانية
جمهورية المكسيك الاتحادية الثانية هو الاسم الممنوح للمحاولة الثانية لإقامة حكومة اتحادية في المكسيك. سُميت رسميًا الولايات المكسيكية المتحدة، أقيمت جمهورية اتحادية مرة أخرى في 22 أغسطس 1746 حين أصدر الرئيس المؤقت خوزيه ماريانو سالاس مرسومًا يقضي باستعادة دستور عام 1824. شأنها شأن الإمبراطورية المكسيكية، كانت فترة الجمهورية الاتحادية الأولى وجمهورية المكسيك المركزية فترة فوضى اتسمت بعدم الاستقرار السياسي الذي نجم عن العديد من النزاعات الداخلية. تسببت خسارة المكسيك في الحرب مع الولايات المتحدة في أن تصبح نصف الأراضي التي امتلكتها المكسيك جزءًا من الولايات المتحدة. عاد أنطونيو لوبيز دي سانتا آنا إلى الرئاسة مرة أخرى على الرغم من لعبه دورًا رئيسيًا في الكثير من هذا التاريخ، وباع الأراضي الشمالية التي كانت محط طمع الولايات المتحدة والمجاورة للأراضي التي نالتها للتو في معاهدة غوادالوبي هيدالغو. كان بيع وادي ميسيلا بالنسبة لكثيرين القشة التي قصمت ظهر البعير، ونشر الليبراليون خطة أيوتلا داعين إلى الإطاحة بسانتا آنا. ذهب سانتا آنا إلى المنفى وبدأ الليبراليون بتطبيق رؤيتهم للمكسيك.
أصدر الليبراليون حزمة من الإصلاحات المنفصلة تلاها دستور عام 1857، المعروف باسم الإصلاح الليبرالي، الذي أطلق شرارة حرب أهلية عُرفت باسم حرب الإصلاح. شكّل المحافظون حكومة مكسيكية موازية وخسروا حرب الإصلاح. بعد خسارتهم الحرب، سعى المحافظون وراء بديل سياسي آخر، اشتمل على التدخل الفرنسي الثاني في المكسيك الذي أسس، مع دعم المحافظين المكسيكيين، الإمبراطورية المكسيكية الثانية.
كانت المصالح السياسية للمحافظين المكسيكيين تسير جنبًا إلى جنب مع توسع نابليون الثالث في فرنسا. دعا المحافظون ماكسيمليان هابسبورغ إلى شغل منصب ملك الإمبرطورية المكسيكية الثانية. حارب الجمهوريون المكسيكيون الغزاة الفرنسيين ومنيوا بهزيمة إلى حد كبير في ساحة المعركة، إلا أن بينيتو خواريز لم يستقل من منصب الرئاسة، وأشرف على حكومة في المنفى استمرت الولايات المتحدة في الاعتراف بها على أنها الحكومة المكسيكية الشرعية. استعيدت الجمهورية من قبل خواريز في عام 1867 بعد انسحاب الفرنسيين وإعدام ماكسيمليان.
مع فقدان المحافظين لمصداقيتهم إثر تأييدهم للملكية المشؤومة، تمكن خواريز من تطبيق سياساته الليبرالية. تُعرف هذه الفترة من النزعة الاتحادية في المكسيك على نطاق واسع باسم الجمهورية المستعادة، والتي استمرت من عام 1867 حتى انقلاب عام 1876 قام به جنرال الجيش الليبرالي، بورفيريز دياز، مما أدى إلى فترة طويلة من الحكم الاستبدادي والسلام والتنمية الاقتصادية المعروفة باسم بورفيرياتو. ظل الدستور الليبرالي ساريًا بصورة شكلية، مع إجراء انتخابات منتظمة كان ينظر إليها بصورة متزايدة على أنها مزورة. استُبدل دستور عام 1857 بالدستور المكسيكي لعام 1917 كنتيجة للثورة المكسيكية (1910-1920).

## التأسيس
في خضم الحرب مع الولايات المتحدة (1846-1848) قاد ماريانو باريديس انقلابًا ضد حكومة الرئيس المؤقت خوزيه خواكين دي هيريرا. بعد ذلك بفترة قصيرة، عيّنه الكونغرس رئيسًا مؤقتًا فيما ذهب منصب نائب الرئيس إلى نيكولاس برافو.
في 28 يوليو 1846 ترك ماريانو باريديس الرئاسة ليقود الجيش في معركة ضد الغزاة من الولايات المتحدة، وتولى نائب الرئيس برافو منصبه. في 4 أغسطس قاد الفيدراليون (برئاسة خوزيه ماريانو سالاس وفالنتين غوميز فارياس) انتفاضة تسببت بتقديم الرئيس برافو استقالته. تولى ماريانو سالاس منصبه كرئيس مؤقت في 6 أغسطس، وفي 22 أغسطس أعاد تأسيس دستور عام 1824 ودعا إلى إجراء انتخابات. مع سريان الدستور مرة أخرى، انتهت المركزية واستعيد النظام الاتحادي.

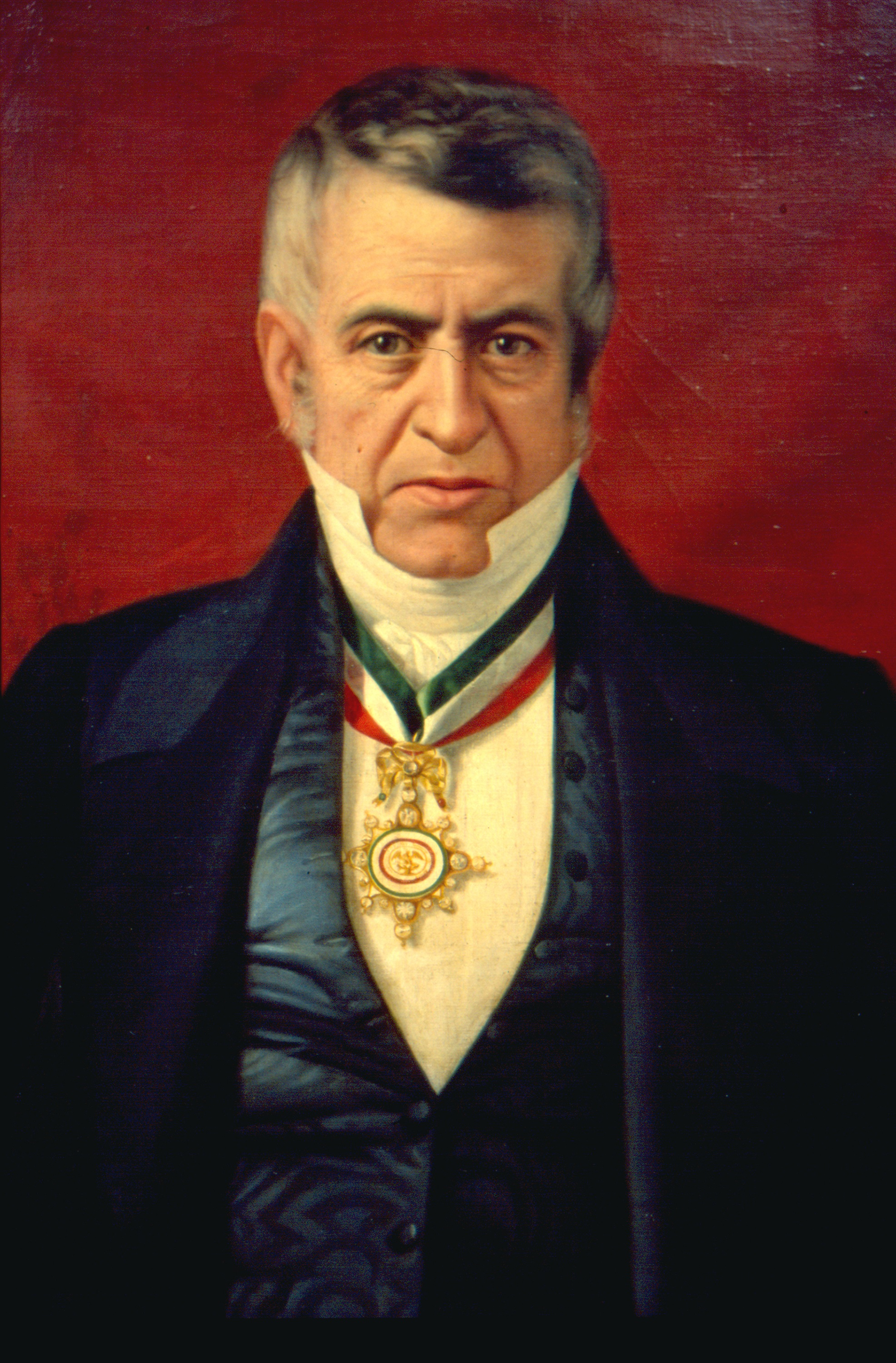
الرئيس مانويل دي لا بينيا ذ بينيا

## الحرب المكسيكية الأمريكية
بدأت الحرب بين المكسيك والولايات المتحدة رسميًا في 13 مايو 1846 (حين أعلن كونغرس الولايات المتحدة الحرب على المكسيك)، إلا أنه كانت قد وقعت معارك قبل ذلك التاريخ. وأعلنت المكسيك بدورها الحرب على الولايات المتحدة في 23 مايو. بعد إعلان الحرب، غزت القوات الأمريكية أراض مكسيكية في تاماوليباس ونويفو ليون وكواهويلا وألتا كاليفورنيا، في حين أغلقت في الوقت نفسه موانئ تامبيكو وكارمن وغوايماس ومازاتلان وسان بلاس (من بين موانئ أخرى) واحتلت سانتا في وسان دييغو ولوس أنجلس.
تابعت القوة الأمريكية الرئيسية (بقيادة زاكاري تايلور) سيرها حتى ريو غراندي وداخل المكسيك، وهزمت قوات بيدرو أمبوديا في معركة مونتيري. في 24 ديسمبر، أعلن الكونغرس أنتونيو لوبيز دي سانتا آنا رئيسًا بالنيابة وفالنتين غوميز فارياس نائبًا للرئيس. تولى غوميز فارياس الرئاسة بدلًا من سانتا آنا الذي كان يحارب الولايات المتحدة.
بعد معارك أنجوستورا وباديرنا وتشوروبوسكو ومولينو ديل ري، دافع الطلاب العسكريون الذين باتوا يُعرفون بنينوز هيروس («أبطال الطفل») عن قلعة تشابولتيبيك. خلال الهجوم، ألقي القبض على قادة القلعة والجنرالات (ماريانو مونتيردي، مدير الكلية العسكرية في المكسيك ونيكولاس برافوير). كان لسقوط تشابولتيبيك نتيجتين فوريتين: الاحتلال الأمريكي لمكسيكو سيتي واستقالة سانتا آنا من الرئاسة في 16 سبتمبر 1847.
في أعقاب استقالة سانتا آنا (وبموجب القانون آنذاك)، تولى مانويل دي لا بينيا ذ بينيا (رئيس المحكمة العليا) المنصب. في 26 سبتمبر أسس مقعد السلطة الاتحادية في تولوكا القريبة و(بعد ذلك بقليل) في كويريتارو حيث اجتمع الكونغرس. في 11 نوفمبر، ترك دي لا بينيا منصبه للعمل كمستشار والتفاوض على السلام مع كونغرس الولايات المتحدة، عُيّن الجنرال بيدرو ماريا أنايا رئيسًا بديلًا. قدم أنايا، الذي رفض تلبية مطالب الولايات المتحدة بالأراضي، استقالته في 8 يناير 1848. اختير مانويل دي لا بينيا من جديد رئيسًا مؤقتًا، وأوكلت إليه مفاوضات السلام. في 2 فبراير وُقعت معاهدة غوادالوبي هيدالغو التي تنازلت بموجبها المكسيك عن 2,400,000 كيلومتر مربع (930 ألف ميل مربع) من الأراضي الشمالية. تمكن دي لا بينيا من إنقاذ شبه جزيرة باجا في المكسيك واتحادها عن طريق البر مع سونورا وسيادتها على برزخ تيهوانتيبيك. بات برزخ تيهوانتيبيك محط اهتمام متزايد نظرًا إلى أنه كان نقطة ضيقة بين خليج المكسيك والمحيط الهادئ، الأمر الذي يمكن أن يجعل منه نقطة عبور أقرب من برزخ بنما. في عام 1859 أجرت حكومة خواريز التي كانت تعاني ضائقة مالية مفاوضات معاهدة ماكلين أوكامبو مع الولايات المتحدة والتي كانت ستمنح الولايات المتحدة سيطرة كبيرة على برزخ تيهوانتيبيك. فشلت المعاهدة في أن تدخل حيز التنفيذ لأن مجلس الشيوخ الأمريكي لم يقرّها.
في مواجهته لانتقادات جراء توقيعه للمعاهدات التي أنهت الحرب المكسيكية الأمريكية في عام 1848، كتب دي لا بينيا:
إن من يصف معاهدة غوادالوب بأنها غير شريفة وفقًا لمساحة الأراضي التي جرى التنازل عنها لن يتمكن من فهم الأحزان التي سيوقفها إنهاء الحرب... إن الأراضي التي تنازلت عنها المعاهدة لم تضيع فقط مقابل خسمة عشر مليون بيزو، بل لاستعادة موانئنا والإيقاف النهائي لجميع الشرور وجميع أنواع الفظائع ولراحة العديد من العائلات...

## 1848-1853
دعا مانويل دي لا بينيا إي بينيا إلى إجراء انتخابات، اختار الكونغرس خوسيه خواكين دي هيريرا الذي تولى منصب الرئيس في 3 يونيو 1848. استخدم هيريرا المال لأضرار الحرب المنصوص عليها في معاهدة غوادالوبي هيدالغو لدفع الديون الخارجية وتهدئة البلاد ودفع الرواتب. وقام أيضًا بإعادة ضم يوكاتان التي كانت في وضع محفوف بالمخاطر تسببت به حرب طبقات يوكاتان (التي أفضت إلى عرض حكومة جمهورية يوكاتان سيادة شبه الجزيرة على الولايات المتحدة).